# Jean Gehret
Jean Gehret (* 10. Januar 1900 in Genf; † 22. Oktober 1956 in Paris, Frankreich; heimatberechtigt in Genf und Lauenen) war ein Schweizer Schauspieler, Regisseur und Filmproduzent.

## Leben
Jean Gehret wurde als Sohn des Hotelsekretärs François Edouard Gehret geboren. Er war verheiratet mit Irène Joachim, einer Tochter des Violinisten Joszef Joachim, der mit dem  deutschen Komponisten Johannes Brahms befreundet war. 
Gehret verliess Genf 1927 und wurde Verwaltungsdirektor der Poulet-Konzerte und des Symphonieorchesters von Paris. Anfang der 1930er Jahre lernte er den französischen Filmregisseur Jean Renoir kennen und wirkte als Schauspieler in dessen Filmen Die Hündin, Boudu – aus den Wassern gerettet und La Nuit du carrefour mit. Von 1942 bis 1945 war Gehret Produktionsleiter, dann führte er selber Regie. Im Jahr 1947 realisierte er den Film Café Cadran sowie zwischen 1948 und 1952 die Titel Tabusse, Le Crime des justes, Orage d’été und La Loterie du bonheur. 1955 drehte er einen Kurzfilm über die Fête des Vignerons in Vevey. Am Ende seines Lebens war er Verwaltungsdirektor des Orchesters Pasdeloup in Paris.

## Filmographie (Auswahl)

### Als Schauspieler
- 1931: Die Hündin (La Chienne)
- 1932: Boudu – aus den Wassern gerettet (Boudu sauvé des eaux)
- 1932: La Nuit du carrefour

### Als Regisseur
- 1947: Café Cadran (Le Café du Cadran, zusammen mit Henri Decoin)
- 1949: Tabusse
- 1949: Le Crime des justes
- 1949: Orage d’été
- 1953: La Loterie du bonheur